# Patronátní lavice
Patronátní lavice je lavice v kostele určená pro donátory nebo stavebníky kostela, nebo pro místního sponzora. 

## Určení
Patronem byl zpravidla místní šlechtic a jeho rodina. Patronátní lavice se zřizovaly tam, kde v chrámě nebyla panská oratoř. V městských kostelech se patronátní lavici podobala lavice konšelská, která bývala větší, aby pojala členy městské rady. 

## Umístění
Lavice (jedna či dvě) stály nejblíže oltáře, zpravidla na severní nebo jižní straně presbytáře. Konšelská lavice stála v první či druhé řadě řadových lavic pro věřící. 

## Podoba
Patronátní lavice má často vysoké čelo, postranní dvířka (někdy zamykací, aby do lavice nemohl usednout nepovolaný člověk). Bývá svými rozměry honosnější a zdobnější než ostatní lavice v kostele, je doplněna malovaným či vyřezávaným šlechtickým erbem. Patronátní lavice nelze zaměňovat s lavicemi chórovými, určenými členům řeholní komunity či kanovníkům kapituly.